# Robert von Görschen (Wirtschaftsjurist)

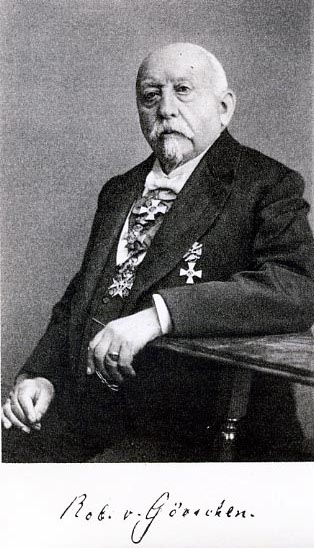
Robert Oskar Julius von Görschen

Robert (Oskar Julius) von Görschen (* 22. November 1829 in Aachen; † 10. Januar 1914 ebenda) war ein überregional bekannter Wirtschaftsjurist und Initiator vieler sozialer und kultureller Institutionen.

## Im Dienste der Aachener und Münchener
Robert von Görschen entstammte aus dem alten deutschen Adelsgeschlecht von Görschen und war der Sohn des in Aachen tätigen preußischen Geheim- und Oberregierungsrates Karl Heinrich von Görschen (1784–1860) und der Sophie Wilhelmine Hasselbach (1803–1886). Nach seinem Jurastudium plante er zunächst eine Richterlaufbahn einzuschlagen. Er hatte es auch bereits zum Landgerichtsassessor gebracht, als er sich im Jahre 1861 entschloss, in die Aachener und Münchener Feuerversicherungsgesellschaft, einer Vorläuferorganisation der heutigen AachenMünchener Versicherungs-AG, einzutreten. Zunächst übernahm er für zwei Jahre die Leitung der Subdirektion Berlin, bevor er schließlich 1863 als Justitiar in die Aachener Zentrale berufen wurde. Siebzehn Jahre lang bekleidete er diesen Posten und war dadurch bereits beratendes Mitglied im Verwaltungsrat. Am 9. April 1881 wurde er hier zum Vollmitglied ernannt und im Jahre 1887 bis zu seinem Tode zum Vorsitzenden des Verwaltungsrates gewählt. Ihm oblag die Repräsentanz der Versicherungsgesellschaft nach innen und außen und unter seiner Führung gelangte die Gesellschaft zu einer glänzenden Entwicklung.
In dieser Zeit hatte Robert von Görschen sich dank seiner außerordentlichen Rednergabe und zahlreicher Kontakte enorme Verdienste im deutschen und internationalen Geschäft dieser Versicherungsgesellschaft erworben. So war er maßgeblich beteiligt am Aufbau der bis zum Jahre 1900 über 56 neu entstandenen Auslandsvertretungen seiner Gesellschaft aber auch an der Planung und Durchführung von Projekten zur Bezuschussung von sozialen und kulturellen Einrichtungen in der Region. In diesen Anfangsjahren des Industriezeitalters, in denen auch im Raum Aachen die Tuch- und Nadelindustrie sowie die Bergbauindustrie und der Städtebau enorme Steigerungsraten aufwiesen, und damit auch die Bevölkerungszahlen und der Bildungshunger stetig anstiegen, setzte er sich vehement für die soziale Komponente der Bezuschussung durch die Versicherungsgesellschaft ein. Er sorgte mit dafür, dass jeweils die Hälfte des jährlichen Gewinnes für soziale und kulturelle Zwecke eingesetzt wurde, so wie es der Gründer der Gesellschaft, David Hansemann, im Jahr 1824 verfügt hatte.
So ist es unter anderem Robert von Görschen in Zusammenarbeit mit dem amtierenden Direktor Friedrich Adolph Brüggemann zu verdanken, dass die Friedrich-Wilhelm-Stiftung der Aachener Hochschule, der heutigen RWTH Aachen, im Jahre 1866 gegründet und auf eine sichere finanzielle Basis gestellt werden konnte. Mittels dieser Friedrich-Wilhelm Stiftung werden bis zum heutigen Tage Forschungspreise und Stipendien vergeben. Die Hochschule erhielt ferner im Jahre 1870 einen Garantiefonds in Höhe von 1,3 Millionen Mark sowie einen Baukostenzuschuss von einer weiteren Million Mark sowie jährlich 10.000 Taler als zweckgebundene Zuschüsse über den Aachener Verein zur Beförderung der Arbeitsamkeit, ein Trägerverein, der die von der Versicherung vorgesehenen Zuschüsse über eigene Kassen verwaltete. Zusätzlich unterstützten beide ebenfalls im Jahr 1870 im Namen der Feuerversicherungsgesellschaft zahlreiche Städte und Gemeinden im gesamten Rheinland bei der für diese kostenlosen Anschaffung jeweils einer Feuerspritze der Firma Joseph Beduwe, Feuerspritzen, Gelb- und Glockengießerei aus Aachen, die dadurch über 5000 Geräte verkaufen konnte. Robert von Görschen war auch gemeinsam mit den nachfolgenden Direktoren der Versicherungsgesellschaft Richard Trostorff und Adolf Brüggemann zusammen mit dem Bürgermeister Carl Eduard Dahmen, dem Geheimen Kommerzienrat Leopold Scheibler, dem Kommerzienrat Robert Kesselkaul sowie den Tuchfabrikanten Konrad Starz, Emil Lochner, Karl Freiherr von Nellessen und anderen maßgeblich dafür verantwortlich, dass am 1. Mai 1886 das Einhard-Gymnasium ferner am 29. August 1888 das David-Hansemann-Denkmal nebst Gestaltung der Umgebung des Denkmals sowie am 22. Juli 1907 der Aachener Bismarckturm gebaut und jeweils eingeweiht werden konnten.

## Im Dienste des EBV
Darüber hinaus folgte Robert von Görschen dem Ruf seines Vaters, der zu diesem Zeitpunkt u. a. den Vorsitz im Aufsichtsrat des Eschweiler Bergwerksvereins (EBV) bekleidete, und wurde hier zunächst Mitglied des Direktionsrates des EBV. Am 26. Oktober 1897 wählte der EBV ihn schließlich in den Aufsichtsrat, von 1907 bis 1909 zum stellvertretenden Vorsitzenden und anschließend bis zu seinem Tod zum Vorsitzenden dieses Gremiums.
Bereits seit 1836 wurden die verschiedenen Magerkohlengruben im Wurmrevier von der Vereinigungsgesellschaft für Steinkohlenbau im Wurmrevier betrieben. Hier war es wiederum u. a. Robert von Görschens Initiative und Einsatz zu verdanken, dass im Jahre 1907 die Fusion der einzelnen Gruben und der Vereinigungsgesellschaft unter dem Dach des EBV stattfinden konnte. Ihm zu Ehren wurde daher bereits 1903 von der Stadt Würselen der Hauptschacht der Grube Gouley sowie 50 Jahre später laut Ratsbeschluss vom 21. November 1953 eine dort angrenzende Straße nach ihm benannt.

## Nebentätigkeiten und Ehrungen
Robert von Görschen war darüber hinaus noch von 1884 bis 1909 Stadtverordneter von Aachen. Zusätzlich trat er ab dem 31. Januar 1864 dem Club Aachener Casino bei und wurde zunächst 1886 und zuletzt von 1902 bis 1909 deren Präsident.
Für seine insgesamt erbrachten Verdienste wurde von Görschen mit den folgenden Verdienstorden ausgezeichnet:
- Roter Adlerorden III. Klasse mit Schwertern
- Preußischer Kronenorden II. Klasse
- Verdienstorden vom Heiligen Michael II. Klasse
- Hausorden Heinrichs des Löwen II. Klasse
- Hausorden der Wachsamkeit II. Klasse

## Familie

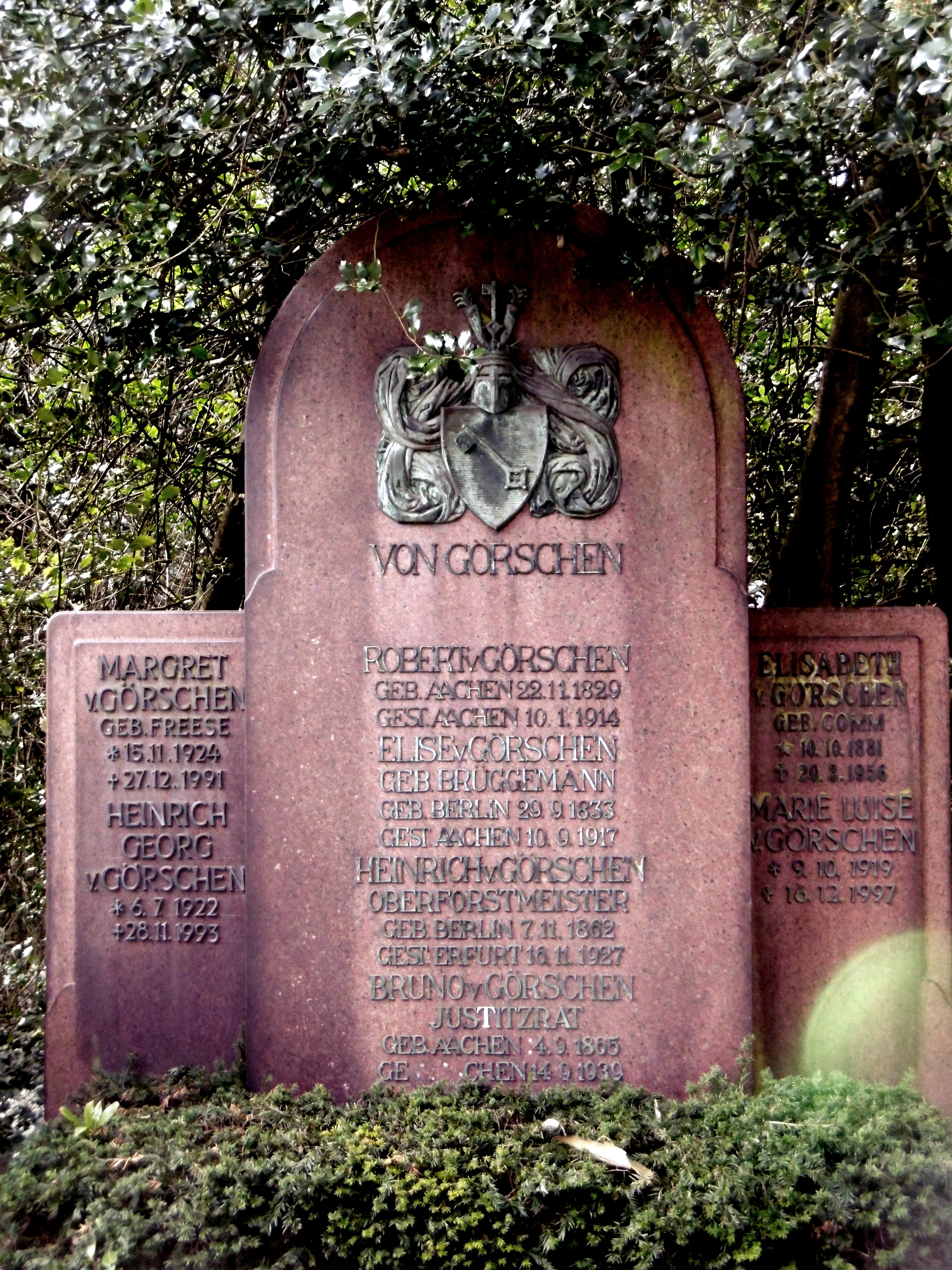
Grabstätte Fam. v. Goerschen

Robert Oskar Julius von Görschen, Herr auf Gut Klau in Aachen, war verheiratet mit Elise Helene Friederike Brüggemann (1833–1917) und hatte mit ihr vier Söhne und zwei Töchter. Sein Sohn Robert (Walter Ernst Richard) von Görschen wurde später Regierungsvizepräsident in Aachen und ein anderer Sohn, Bruno Hans Otto Friedrich von Görschen (1865–1939) brachte es zum Justizrat sowie 1914 ebenfalls zum Justitiar in der Aachener und Münchener und 1924 zum Vorsitzenden des Aufsichtsrates der Aachener Rückversicherungsgesellschaft.
Robert von Görschen fand seine letzte Ruhestätte auf dem Westfriedhof I in Aachen.

## Sonstiges
Robert von Görschen war seit seinem Studium in Berlin Corpsstudent. Hier hatte er sich 1850 dem Corps Marchia angeschlossen.